# Присцилла Сьюзен Бері
Присцилла Сьюзен Бері (англ. Priscilla Susan Bury; 12 січня 1799 — 8 березня 1872) — британська ботанік та ілюстратор.

## Біографія
Присцилла Сьюзен Бері народилася 12 січня 1799 року у сім'ї багатого купця Фолкнера у Ліверпулі. 4 березня 1830 року вийшла заміж за Едварда Бері (1794-1858), відомого інженера залізничних доріг, виробника локомотивів. Працювала разом із ботаніком-аматором Вільямом Роско (1753-1831), опублікувала у співавторстві з ним книгу A Selection of Hexandrian Plants у 1831-1834 роках. Автором гравюр був Роберт Хавелл - гравірувальник пластин для Джона Джеймса Одюбона, малюнки були створені методом акватинта та 350 ілюстрацій виконано від руки. Всього було видано 79 екземплярів, Джон Джеймс Одюбон був одним з тих, хто отримав цю книгу. Вільфрід Джаспер Вальтер Блант у своїй The Art of Botanical Illustration описав цю книгу Присцилли Бері як "одне з найефектніших ілюстрованих видань свого періоду".
Присцилла Сьюзен Бері була також автором ілюстрацій The Botanist Бенджаміна Маунда (1790-1863).

## Ілюстрації Присцилли Бері

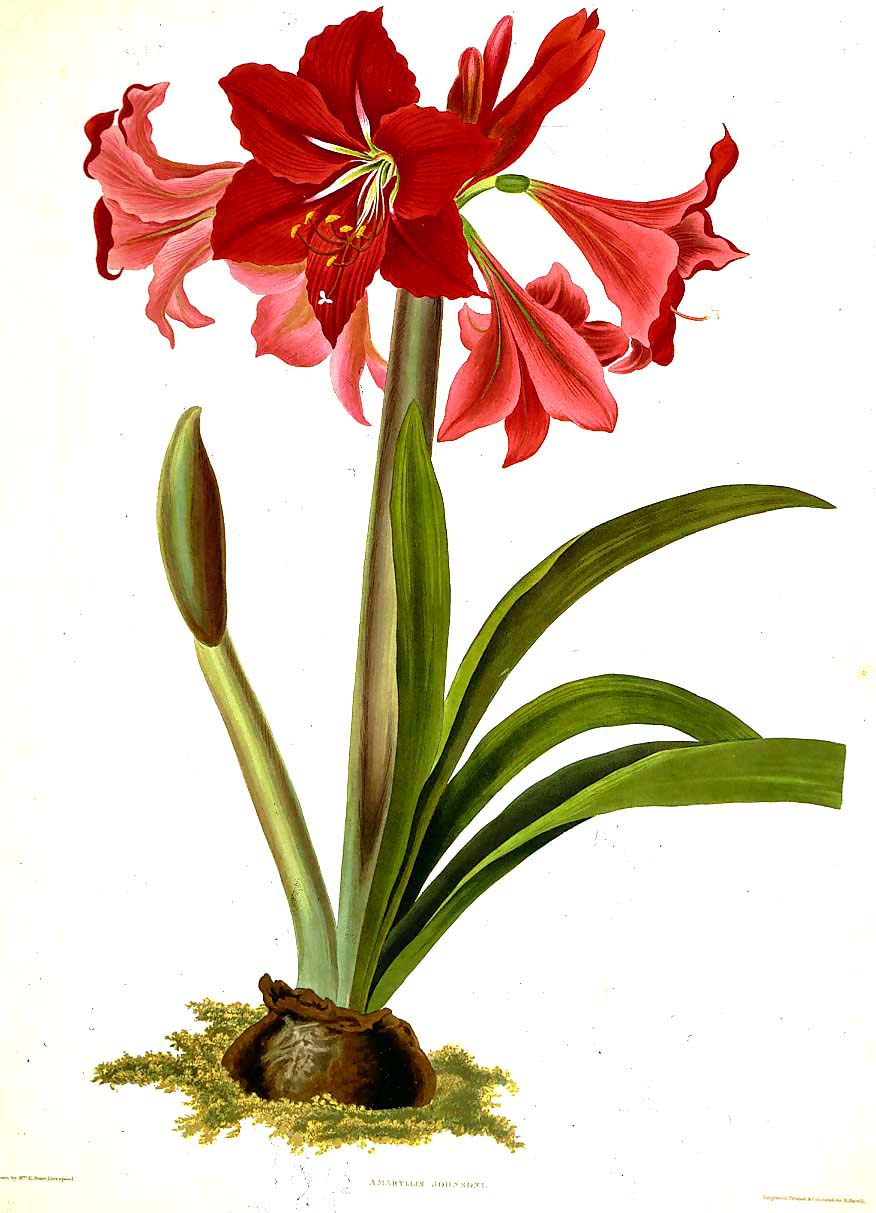
Hippeastrum ×johnsonii
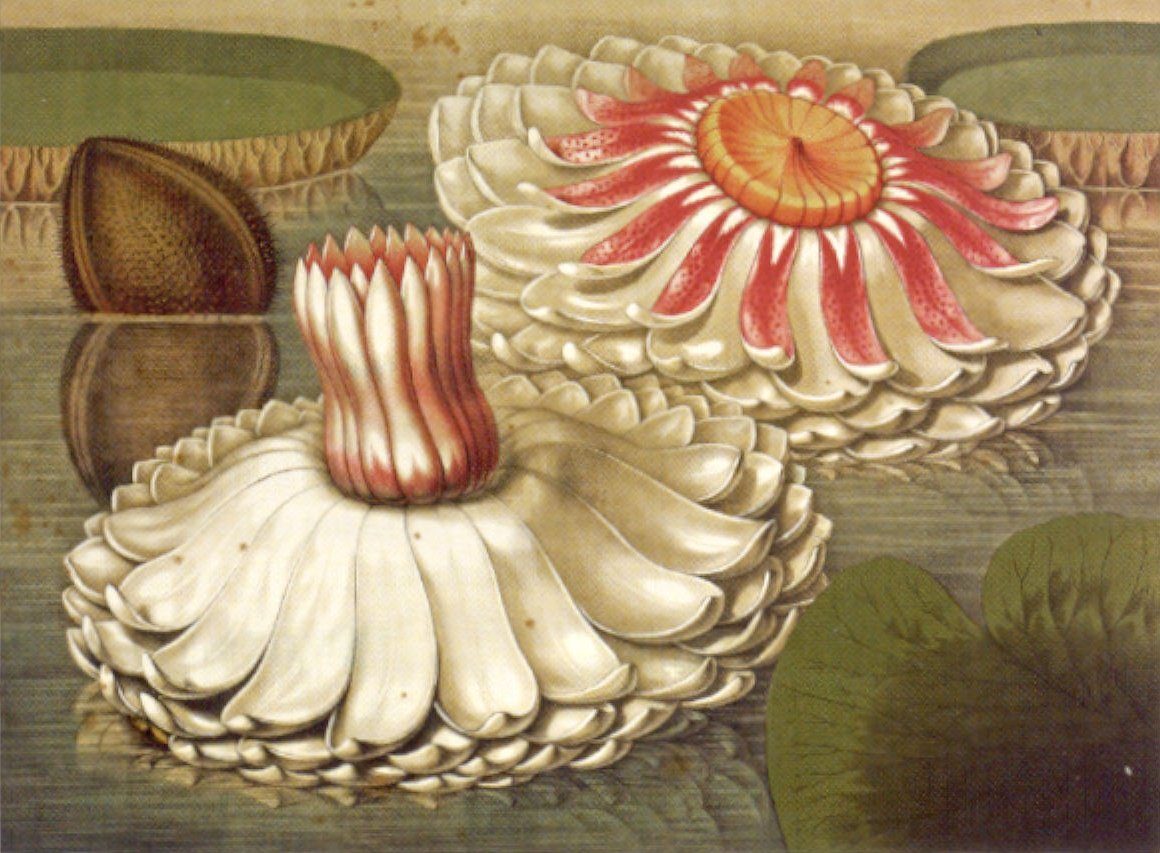
Lily у A Selection of Hexandrian Plants
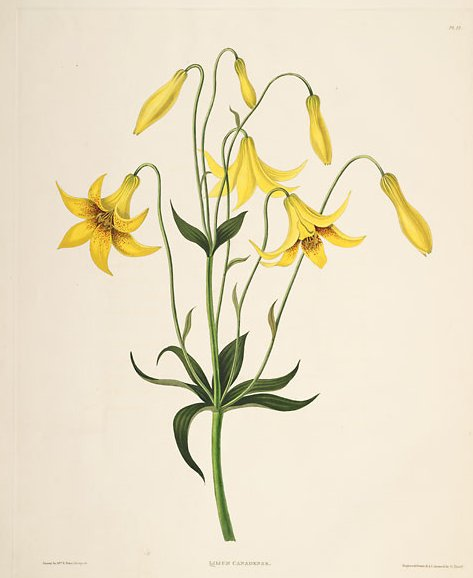
Lilium canadense
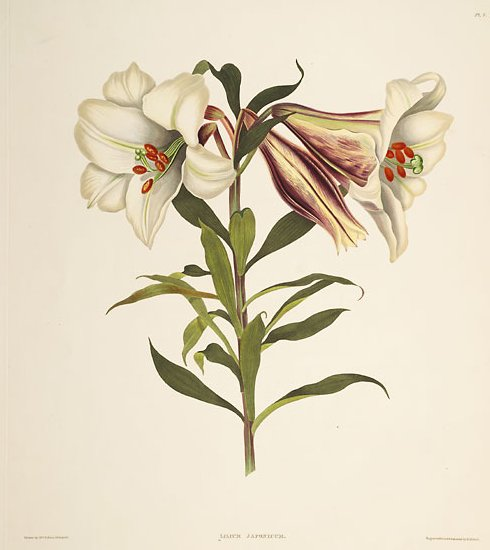
Lilium brownii var. viridulum
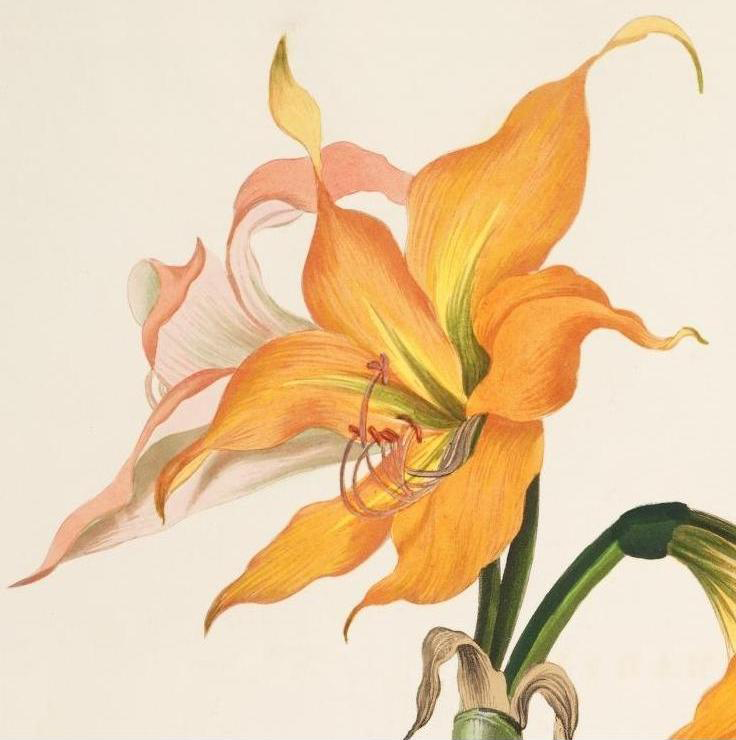
Hippeastrum Striatum
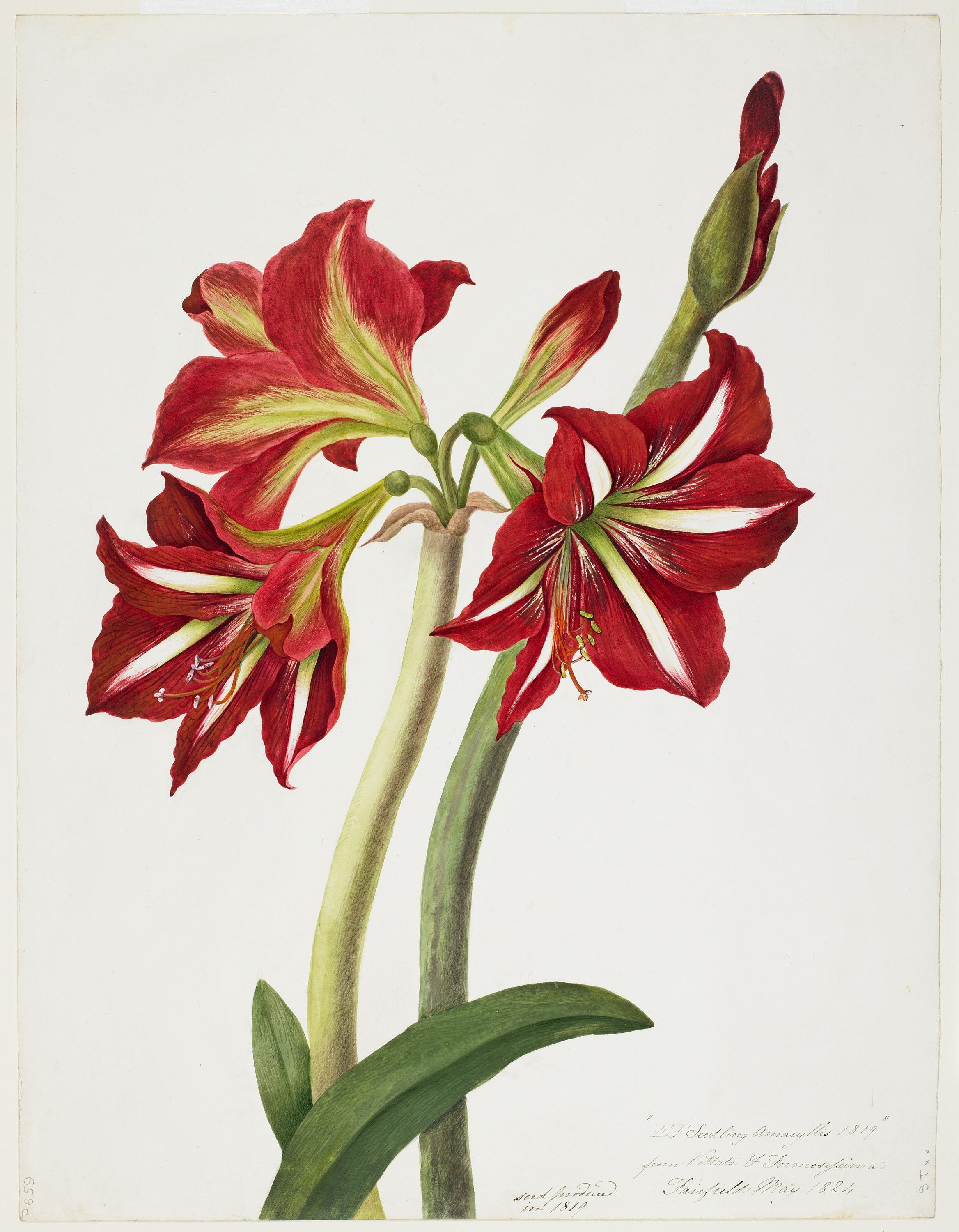
E.F. Seedling Amaryllus, 1819, Minneapolis Institute of Art